# Andrzej Jerie
Andrzej Janusz Jerie (ur. 22 października 1973 we Wrocławiu) – doktor nauk o komunikacji społecznej, menadżer kultury, wykładowca akademicki, producent i autor dokumentalnych filmów historycznych, dziennikarz, dyrektor Ośrodka „Pamięć i Przyszłość”.

## Życiorys
Absolwent Liceum Ogólnokształcącego nr III im. Adama Mickiewicza we Wrocławiu (1992). Absolwent Papieski Fakultet Teologiczny we Wrocławiu oraz Papieskiego Uniwersytetu Salezjańskiego w Rzymie, gdzie w 2007 roku obronił pracę doktorską z nauk o komunikacji społecznej. Był wykładowcą w Dolnośląskiej Szkole Wyższej, Papieskim Wydziale Teologicznym we Wrocławiu, Instytucie Dziennikarstwa i Komunikacji Społecznej oraz Instytucie Historycznym Uniwersytetu Wrocławskiego.
Z Ośrodkiem „Pamięć i Przyszłość” związany od 2010 roku. Kierował Zespołem Wydawnictw i Promocji. Odpowiadał za kwestie wizerunkowe i promocyjne. Jest autorem strategii promocji, a także ogólnopolskich kampanii wizerunkowych i edukacyjnych.
Współautor wystawy głównej „Wrocław 1945–2016” w Centrum Historii Zajezdnia. Autor nowoczesnych wystaw historycznych m.in. immersyjnej ekspozycji „Zajezdnia strajkuje”. Zarządzał procesem produkcyjnym i pracami koncepcyjnymi kilkudziesięciu prezentowanych w Polsce i za granicą wystaw historycznych m.in.: „Wrocław pamięta. 40. rocznica wprowadzenia stanu wojennego”, „Raj doczesny komunistów”, „Solidarność. Pomoc. Wolność” i „Misja: USA”.
Od 2016 r. pełnił funkcję zastępcy dyrektora ds. programowych, tworząc ofertę kulturalną i edukacyjną Centrum Historii Zajezdnia.
Od lipca 2023 roku dyrektor Ośrodka „Pamięć i Przyszłość” prowadzącego Centrum Historii Zajezdnia. Jego kandydatura została wyłoniona w konkursie jednogłośną decyzją komisji, w skład której wchodzili przedstawiciele organizatorów, czyli Prezydenta Wrocławia oraz Ministerstwa Kultury i Dziedzictwa Narodowego: Bohdan Aniszczyk, Paulina Florjanowicz, Teresa Gwara, Jarosław Krauze, Bartosz Kuświk, Karol Nawrocki, Jerzy Pietraszek i Joanna Wojdon, a także przedstawiciel pracowników Ośrodka „Pamięć i Przyszłość” dr Kamil Borecki.

## Nagrody i wyróżnienia[4]
- Medal Rektora Universitá Pontificia Salesiana w Rzymie za najlepszą pracę doktorską w 2007 r.
- Odznaka honorowa Ministra Kultury i Dziedzictwa Narodowego „Zasłużony dla Kultury Polskiej” (2022)[5]
- Medal 40-lecia Solidarności Walczącej 2022 r.

## Publikacje
- La fruizione dei media da parte dei giovani e l’immagine della Chiesa. Ricerca sui giovani delle scuole superiori nella regione polacca della Bassa Slesia, Roma 2007[potrzebny przypis]
- Młodzi mieszkańcy Dolnego Śląska jako konsumenci mediów – na podstawie badań z 2006, w: Dzieci, młodzież i studenci na Ziemiach Zachodnich po II wojnie światowej, red. W. Kucharski, G. Strauchold, Wrocław 2012
- Obraz do kwadratu, czyli jak promować instytucje kultury na Instagramie, Portal „Wszystko Co Najważniejsze”, wszystkoconajwazniejsze.pl, 28 kwietnia 2015[6]
- Bitwa wrocławska, Portal „Wszystko Co Najważniejsze”, wszystkoconajwazniejsze.pl, 13 września 2016[7]
- Filmowy dokument historyczny. Wybrane aspekty produkcyjne na przykładzie filmu Bitwa wrocławska, w: Historia w przestrzeni publicznej, red. Joanna Wojdon, PWN, Warszawa 2018[8]
- Dokumenty i artefakty dotyczące historii Solidarności w zasobie Ośrodka „Pamięć i Przyszłość”, w: Nie zapomnijcie tamtych dni. 40. rocznica powstania NSZZ „Solidarność”, red. K. Kowalczyk i J. Chojecka, Warszawa – Szczecin 2021[9]

## Filmografia
- 2016 – Bitwa wrocławska – producent[10]
- 2023 – Wrocławski sierpień (film w produkcji) – producent[11]